# Kenan Bilalovic
Kenan Bilalovic, född 22 juni 2005 är en svensk fotbollsspelare (mittfältare) som spelar för IFK Värnamo i Allsvenskan. 

## Klubblagskarriär
Kenan Bilalovic började spela fotboll i moderklubben Värnamo Södra FF. Han flyttade därifrån till grannklubben IFK Värnamo. Efter att ha gått via U17- och U19-laget skrev Bilalovic sommaren 2022 på ett treårigt lärlingskontrakt med den allsvenska nykomlingen IFK Värnamo. Den 24 oktober 2022 fanns han också med på bänken i det allsvenska mötet mot IFK Norrköping, men utan att få hoppa in.
Debuten i Allsvenskan dröjde istället till året därpå. I den tredje omgången stod Bilalovic för ett inhopp i 1-2-förlusten mot IFK Norrköping den 16 april 2023. Bara några veckor senare fick han också starta en allsvensk match för första gången, då han fanns med i elvan som föll med 1-3 mot de regerande svenska mästarna BK Häcken den 29 april 2023. Efter att ha gjort ytterligare en handfull allsvenska matcher förlängde Bilalovic under sommaren sitt kontrakt med IFK Värnamo till och med 2027.

## Landslagskarriär
Kenan Bilalovic har representerat Sveriges U19-landslag.
Efter att tidigare ha blivit kallad till flera landslagsläger debuterade han för P18-landslaget i 1-0-segern mot Wales den 15 juni 2023.

## Statistik
| Klubb              | Säsong             | Liga               | Liga    | Liga | Nationell cup | Nationell cup | Internationell cup | Internationell cup | Övrigt  | Övrigt | Totalt  | Totalt |
| Klubb              | Säsong             | Division           | Matcher | Mål  | Matcher       | Mål           | Matcher            | Mål                | Matcher | Mål    | Matcher | Mål    |
| ------------------ | ------------------ | ------------------ | ------- | ---- | ------------- | ------------- | ------------------ | ------------------ | ------- | ------ | ------- | ------ |
| IFK Värnamo        | 2023               | Allsvenskan        | 9       | 0    | 1             | 0             | -                  | -                  | -       | -      | 10      | 0      |
| Totalt i karriären | Totalt i karriären | Totalt i karriären | 9       | 0    | 1             | 0             | 0                  | 0                  | 0       | 0      | 10      | 0      |